# Rhinella limensis
Rhinella limensis és una espècie de gripau de la família Bufonidae. És endèmica del Perú. El seu hàbitat natural inclou rius, deserts, platges de sorra, terra arable i jardins rurals.